# كلادينة زاحفة
كلادينة زاحفة (الاسم العلمي:Caladenia reptans) هي نوع من النباتات تتبع جنس الكلادينة من الفصيلة السحلبية.